# 朱篤省

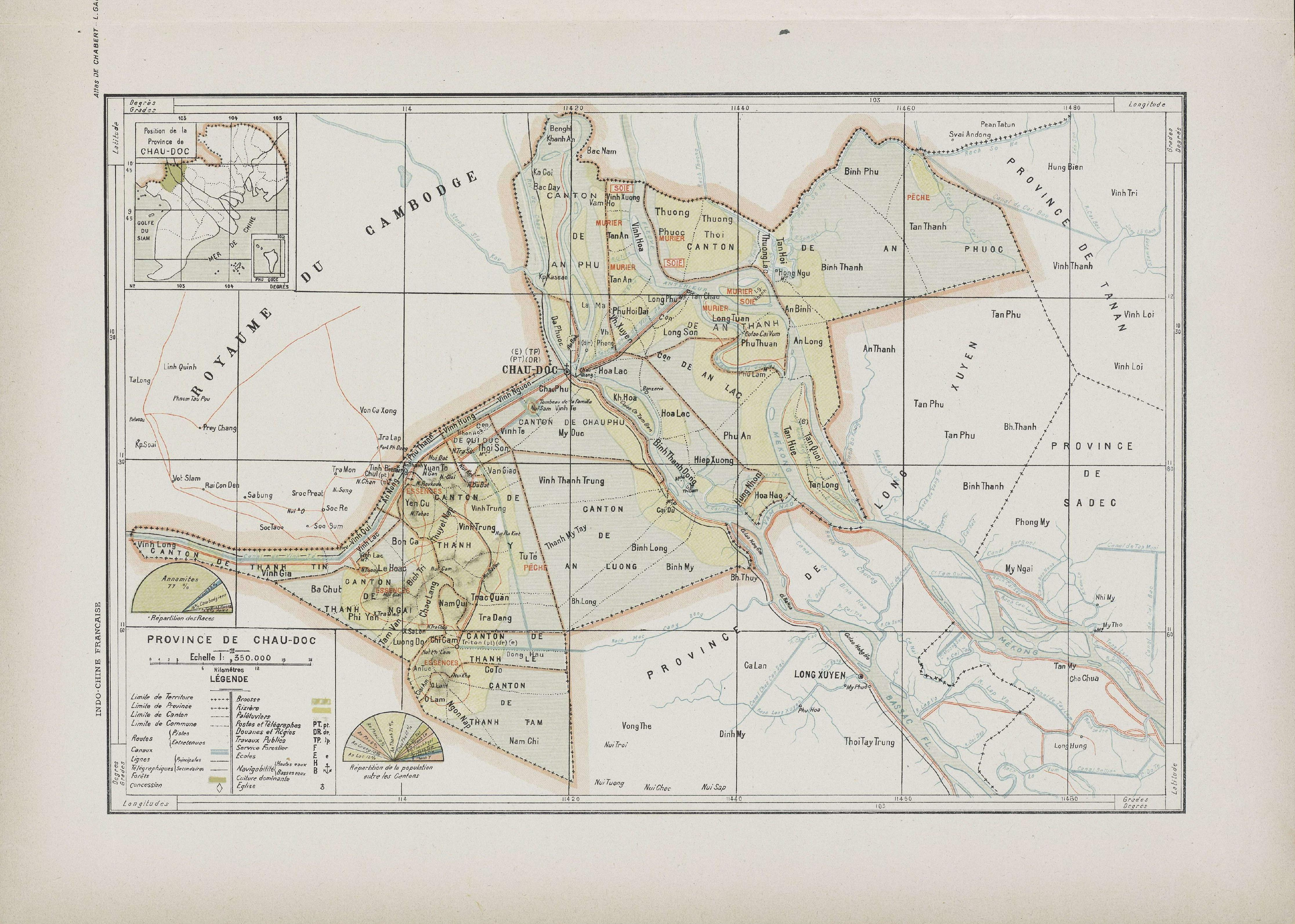
法属印度支那时期的朱篤省地图

朱篤省（越南语：／）是越南曾经设立的一个省。该省占地面积2,151平方公里，毗邻建豐省、安江省、堅江省。
1976年2月，越南南方共和国臨時革命政府将朱篤省并入安江省。

## 行政區劃
1970年，朱篤省下轄5郡。
- 周富郡
- 新洲郡
- 靜邊郡
- 知宗郡
- 安富郡